# Tulkarm
Tulkarm eller Tulkarem (hebreiska: טולכרם; arabiska: طولكرم, Ṭūlkarm) är en palestinsk stad i nordvästra delen av Västbanken. Staden hade 2006 närmare 59 000 invånare, en siffra som steg till 64 532 i folkräkningen från 2017.

## Historia
Tulkarm befolkades av kananeer på 3000-talet före Kristus. Efter den arabiska erövringen av området på 600-talet fick staden sitt nuvarande namn. Från 1517 tillhörde staden det ottomanska riket. 1908 blev staden en järnvägsknut på järnvägen som förband Egypten med Haifa i nordväst och med Syrien och Transjordanien i öster. Under Första världskriget var staden en militärbas för Osmanska riket men blev 1918 erövrad av brittisk militär.